# Otto Friedrich Weinlig
Otto Friedrich Weinlig (* 24. April 1867 in Harburg; † 14. September 1932 in Bonn) war ein deutscher Industrieller.

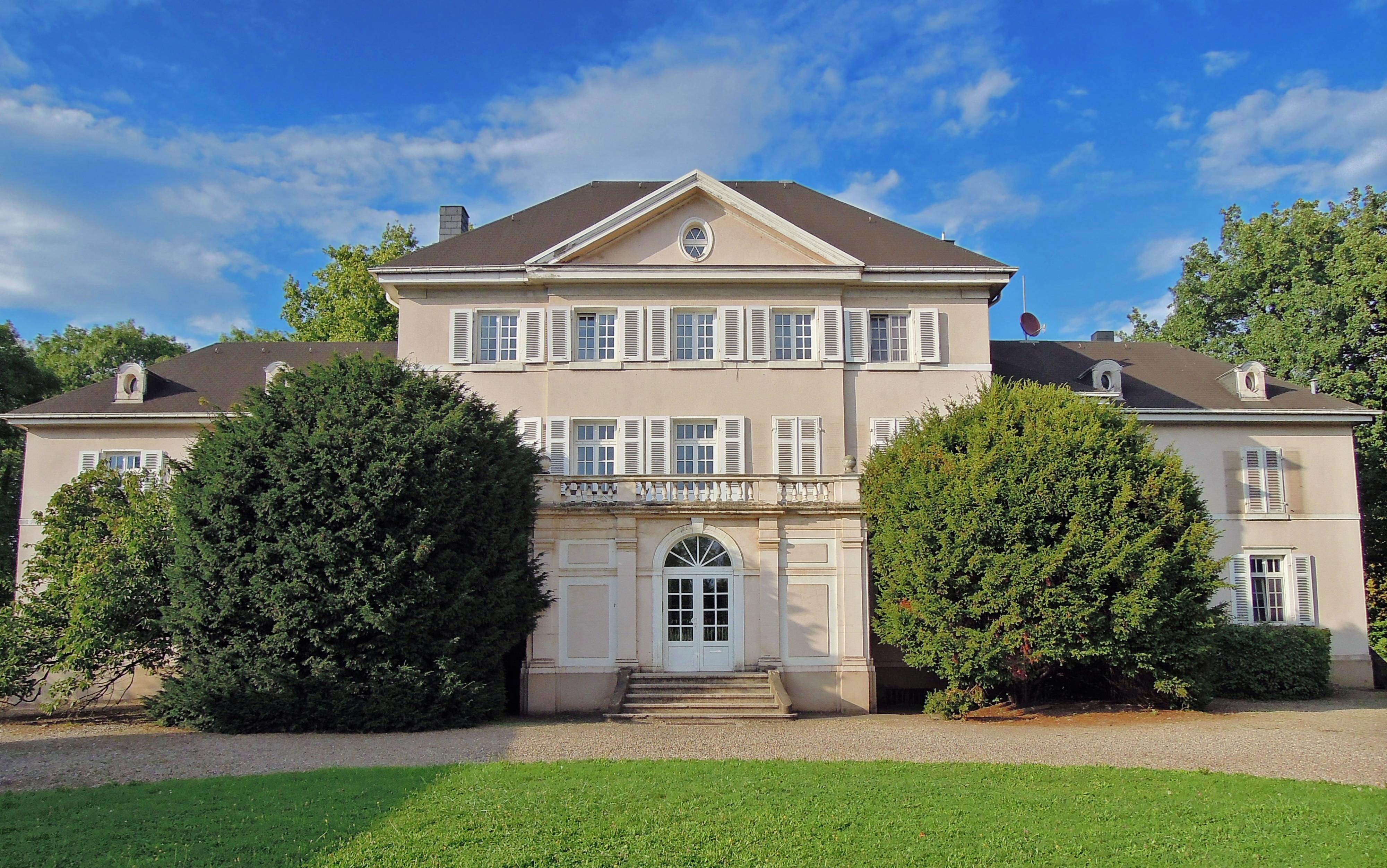
„Neues Schloss“ Dillingen, für Weinlig Anfang des 20. Jahrhunderts gebaut

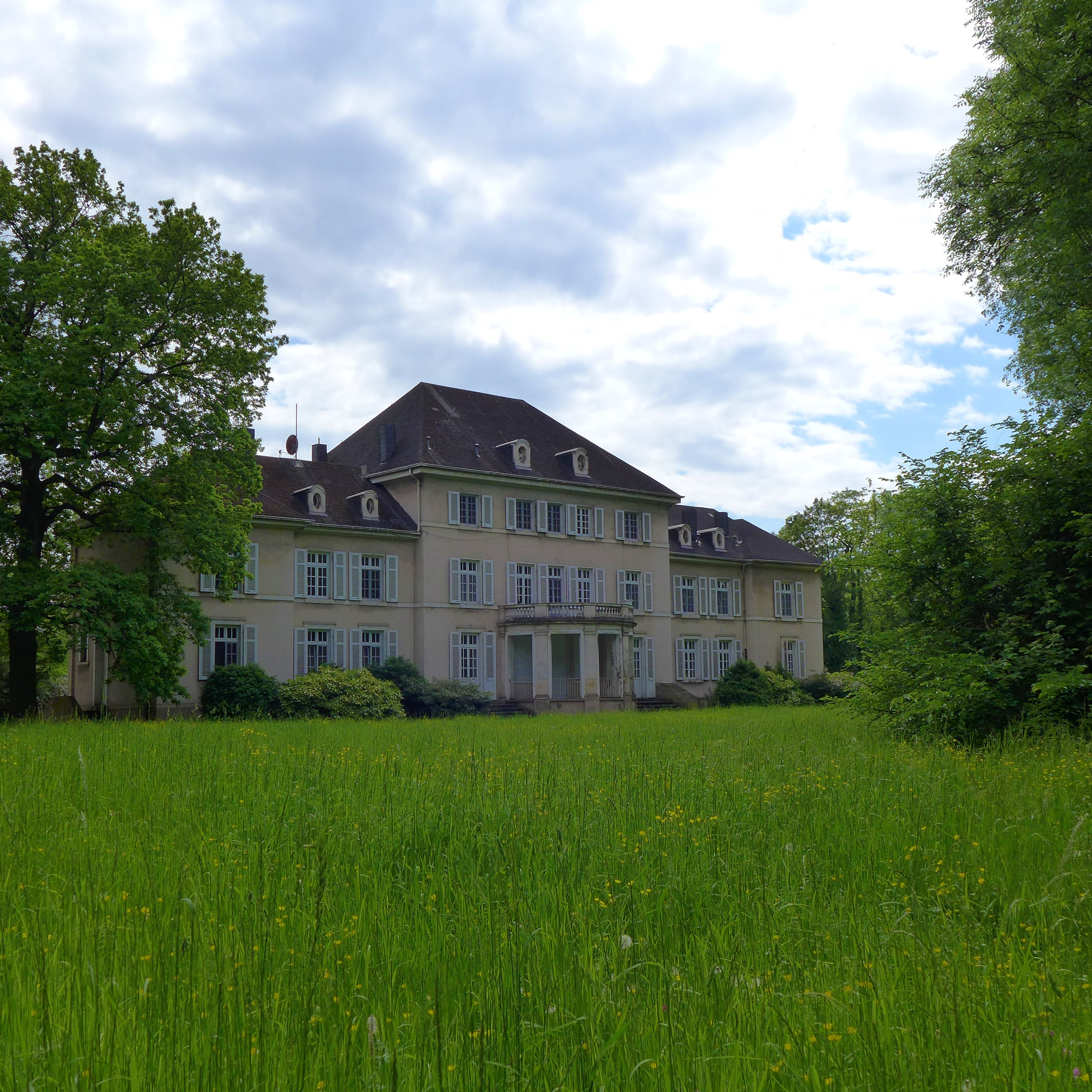
Dillingen/Saar, Ehemalige Direktorenvilla „Neues Schloss“ der Dillinger Hütte, Rückfront

## Leben
Otto Weinlig wurde als ältester Sohn des Mineralwasserfabrikanten Eduard Weinlig und dessen Ehefrau Bertha Agnes Friedericke Küth geboren. Nach dem Besuch des Realgymnasiums in Harburg studierte er an den Technischen Hochschulen in Hannover und Charlottenburg sowie ab 1887 an den Bergakademien in Leoben und Berlin. In Hannover war er Mitglied des Corps Alemannia. 1905 erhielt er auch das Band des Corps Teutonia Braunschweig. 1889 trat er als Ingenieur bei der Aktiengesellschaft für Bergbau und Hüttenbetrieb Phönix in Duisburg-Ruhrort ein, war dann erster Stahlwerksassistent beim Hörder Bergwerks- und Hütten-Verein und Betriebschef der Westfälischen Stahlwerke in Bochum. Ab 1893 war er als Oberingenieur für die Dillinger Hüttenwerke tätig. 1899 wurde er technischer Direktor und Vorstandsmitglied und veranlasste den großzügigen Ausbau der Werksanlagen, den Bau neuer Koks- und Hochofenanlagen, den Neubau eines Panzerplattenwerks und dampfhydraulischer Schmiedepressen.
Anfang 1907 wechselte Weinlig in den Aufsichtsrat und widmete sich in Bonn volkswirtschaftlichen und juristischen Studien. 1913 wurde er vom Reichsmarineamt und der Schantung-Bergbau-Gesellschaft mit der Begutachtung der Eisenerz- und Kohlevorkommen in der chinesischen Provinz Schantung beauftragt. Der von ihm konzipierte Bau eines Hüttenwerks konnte wegen des Ausbruchs des Ersten Weltkriegs nicht mehr realisiert werden. Am 1. August 1914 übernahm er wieder die technische Leitung der Dillinger Hütte und stellte das Dillinger Werk auf Kriegsleistung um. Nach Kriegsende wurde er im Mai 1919 wegen seiner nationalen Haltung durch die französische Besatzungsmacht im Saargebiet inhaftiert und ausgewiesen. Bis 1923 war er wieder in der deutschen Industrie tätig.

## Auszeichnungen
- Dr.-Ing. e. h. der Technischen Hochschule in Breslau
- Ehrenbürger und Ehrensenator der Technischen Hochschule Hannover
- Ehrenbürger der Universität Bonn
- Ehrenbürger von Dillingen/Saar
- Roter-Adler-Orden 4. Klasse
- Eisernes Kreuz am weißen Bande
- Verdienstkreuz für Kriegshilfe (Preußen)
- Rote Kreuz-Medaille (Preußen) 3. Klasse
- Friedrich-August-Kreuz 2. Klasse am rot-blauen Bande
- Kriegsverdienstkreuz (Sachsen)
- König Ludwig-Kreuz
- Eiserner Halbmond